# NGC 5960
NGC 5960 (również PGC 55575) – galaktyka spiralna (Sbc), znajdująca się w gwiazdozbiorze Węża. Odkrył ją Albert Marth 12 kwietnia 1864 roku. Jest zaliczana do radiogalaktyk.